# آنتونین زاپوتوسکی
آنتونین زاپوتوسکی (چکی: Antonín Zápotocký؛ ۱۹ دسامبر ۱۸۸۴ – ۱۳ نوامبر ۱۹۵۷) سیاستمدار کمونیست اهل چکسلواکی بود.
وی پانزدهمین نخست‌وزیر چکسلواکی از سال ۱۹۴۸ تا ۱۹۵۳ و پانزدهمین رئیس‌جمهور چکسلواکی از سال ۱۹۵۳ تا ۱۹۵۷ بوده‌است.